# Burg Lehen
Die ehemalige Burg Lehen bzw. der heutige Burgstall Lehen befindet sich in dem gleichnamigen Ortsteil der oberpfälzer Gemeinde Krummennaab im Landkreis Tirschenreuth. Der Burgstall liegt am nordwestlichen Rand von Lehen auf dem Gelände des ehemaligen Meierhofes der Burg. Am südöstlichen Ortsausgang von Lehen führt beim letzten Anwesen zu linker Hand ein Weg auf den bewaldeten Hügel, der die einstige Burg trug.
Die Anlage wird als Bodendenkmal unter der Aktennummer D-3-6138-0005 im Bayernatlas als „mittelalterlicher Burgstall“ geführt. Unmittelbar östlich davon befindet sich der Adelssitz Lehen, der als Bodendenkmal unter der Aktennummer D-3-6138-0090 im Bayernatlas als „archäologische Befunde des frühneuzeitlichen Landsassensitzes Lehen, zuvor Wirtschaftshof der mittelalterlichen Burg“ geführt.

## Geschichte
Wegen der Nähe zur Burg Trautenberg ist anzunehmen, dass die Burg Lehen auch von den Trautenbergern im frühen 13. Jahrhundert errichtet wurde. Diese Burg kann als befestigtes Vorwerk zur Burg Trautenberg angesehen werden, das in der Folge an verwandte Familien und Nebenlinien verliehen wurde; daher auch der Name Lehen. 1431 wird der Sitz durch seinen Inhaber Konrad Ermesreuther genannt. Es ist zu vermuten, dass dieser den Burggrafen von Nürnberg als Lehen aufgetragen wurde. 1486 ist hier Eberhard von Streitberg ansässig, 1488 Leonhard von Streitberg, der eine Anna von Trautenberg geheiratet hatte. Von da an bleibt die Burg Lehen bis zu deren Aussterben 1573 im Besitz der Streitberger. Nach dem Tod des letzten Streitbergers, Paul von Streitberg, fällt die Burg an die Burggrafen von Nürnberg zurück und diese belehnen Pauls Schwager Heinrich von Trautenberg damit. Burg Lehen wird von dem benachbarten Reuth aus bewirtschaftet. 1615 macht Wolf Heinrich von Streitberg Lehen wieder zu einer eigenständigen Landsasserei und verpachtet 1622 das Gut an seine Mutter. Andere Autoren nennen aber ab bereits 1622 die Benkendörfer im Besitz des Gutes. Diese bewirtschaften es bis 1828. Danach kommen die Freiherren von Lindenfels auf Thumsenreuth, Trautenberg und Altenstadt in den Besitz des Rittergutes Lehen; sie sind heute noch die dortigen Grundbesitzer.

## Lage und Baubeschreibung
Der künstliche Burghügel steht auf einem Sporn, den im Westen und Norden in das Tal den Heinbaches abfällt. Der quadratische Hügel wird von einem breiten Graben und einem weiteren, diesem vorgelagerten 2 m breiten und bis zu 8 m hohen Wall umschlossen. Im Südosteck befindet sich eine Öffnung, vermutlich das ehemalige Burgtor. Auf dem Burghügel sind die überwachsenen Fundamente zu erkennen. Der Innenraum wird nochmals von einem Wall durchtrennt. Vielleicht standen hier ein Turm und ein Wohnhaus (jeweils 11 × 11 m). Im Westen des Turmhügels liegt ein kleiner Gewölbekeller aus Bruchsteinen, dessen westlicher Teil eingestürzt ist. 
Auf einer Landkarte von 1581 erscheint die Burg als quadratischer Turm bereits ohne Dach mit ausgebrochenen Mauerkronen und einer kurzen bereits eingefallenen Mauer. Allerdings nennen sich die Benkendörfer noch 1733 besitzer des castri, womit eine noch intakte Anlage suggeriert wird.